# Marcel Roux (architecte)
Pour les articles homonymes, voir Marcel Roux et Roux.
Marcel Roux, né à Bellac le 17 juillet 1909 et mort à Paris le 6 juin 1993, est un architecte et urbaniste français.

## Biographie
Après des études à l'école des Beaux-Arts d'Orléans, Marcel Roux part s'installer à Paris. Il participe à d'importants chantiers de son maître Jean Lurçat, parmi lesquels l'école Karl-Marx de Villejuif. On le trouve également aux côtés de Robert Mallet-Stevens, Georges-Henri Pingusson et Jean Bossu au concours pour la construction des musées d'art moderne de Paris. De 1932 à 1936, il suit les enseignements de l'Institut d'Urbanisme de Paris et soutient sa thèse sous la présidence d'Henri Prost. Il est ensuite engagé par ce dernier pour travailler sur l'aménagement de la région parisienne, jusqu'à sa mobilisation en 1939.
Fait prisonnier en 1940, il s'évade en 1943 parvient à gagner Alger où il participe aux débats sur la reconstruction de la France. C'est là qu'il rédige avec les autres membres du Centre d'études et de recherches en urbanisme et Eugène Claudius-Petit, futur ministre de la Reconstruction, Problèmes d'urbanisme contemporain , livret de 28 pages fortement influencé par la Charte d’Athènes rédigée lors du Congrès international d’architecture moderne (CIAM) de 1933.
Nommé urbaniste en chef de la Sarre en 1945, il constitue une équipe d'urbanistes regroupés dans un service Reconstruction et urbanisme, rattaché au gouvernement militaire de Sarrebruck. Tous partisans affichés de l'architecture fonctionnaliste, et alors même que la reconstruction en France s'empêtre dans des difficultés économiques inextricables, ils voient dans la reconstruction de la Sarre l'occasion de mettre en œuvre des solutions audacieuses au service d'un véritable projet culturel d'essence moderne. Marcel Roux et André Sive proposent une mise en valeur de ce territoire à partir d'une refonte générale du système des communications, au service du rattachement économique de la Sarre à la France :

« Notre espoir est de réaliser en Sarre une œuvre française qui marquera d'un sceau durable la prospérité de ce pays. Puisse un jour, proche peut-être, notre Plan contribuer à transformer ce pays en une géante usine au service du rééquipement français. »

Marcel Roux quitte la Sarre le 15 juin 1949, lorsqu'il est appelé par Eugène Claudius-Petit pour entrer dans son ministère au titre de chef-adjoint de Cabinet.
En 1950, le tandem qu'il formait avec André Sive est appelé à Firminy par Claudius-Petit. Le Corbusier les rejoint en 1953. Leur projet pour Firminy-Vert rejette les formes anciennes, une démission aux yeux du maire : ensemble ils vont élever un nouveau quartier caractérisé par son organisation géométrique rigoureuse, qui fera date dans l'urbanisme français et remporte le Prix de l'Urbanisme du Ministre de la Construction pour l'année 1961,.

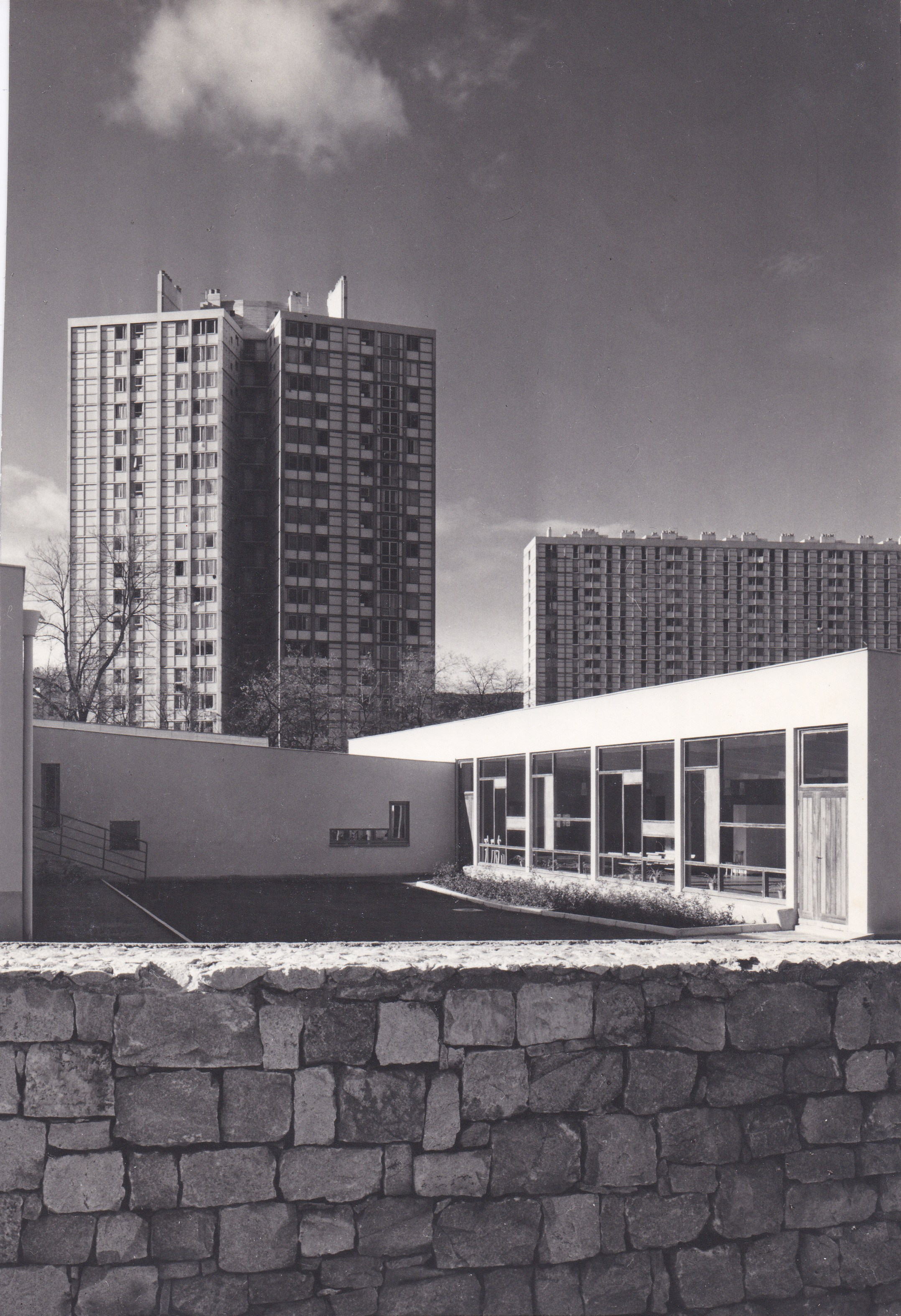

En 1951, à la demande du Ministère de la Reconstruction et de l'Urbanisme, il dirige la Mission Architectes-Ingénieurs-Entrepreneurs, chargée d'étudier la conception des projets, les marchés de travaux et les procédés de construction aux États-Unis.
Il construit le pavillon de la France à l'exposition Göteborg, en Suède en 1955.
Au Salon des Arts Ménagers de 1956, il édifie le pavillon Paris-Match en bordure du Grand-Palais. Cette maison lumineuse est décorée par Marcel Gascoin, et pourvue d'une cheminée en plein air du sculpteur Emile Gilioli aux allures de signal. Conçue comme une démonstration par l'exemple des qualités de l'acier, de la fonte et du verre, Marcel Roux la pourvoit de larges baies vitrées, d'une serre et d'un sol en dalles de glace transparentes laissant voir le jardin.
En 1958, le Ministre de la Construction Pierre Sudreau commande une enquête à Mme Picard, qui visite près de 300 nouveaux locataires de H.L.M de la région parisienne et synthétise leurs critiques : superficie insuffisante, ameublement difficile, insonorisation et ventilation médiocres… En réponse à cette situation naît l'idée d'un appartement-témoin, réalisé dans le cadre du Salon des Arts Ménagers, dont les plans sont conçus par Marcel Roux, les placards et rangements à Marcel Gascoin, et l'équipement sanitaire à Hervé de Looze. Sans être une solution-type aux problèmes soulevés, la commande de cet appartement par le Ministre représente une synthèse des solutions possibles aux observations recueillies, dans un souci d'économie de moyens. Marcel Roux envisage son intervention en tant qu'architecte de l'appartement-référendum dans un contexte de construction de grands ensembles :

« La possibilité de fournir de grands logements et des équipements valables n'existe qu'à partir de 10 000 exemplaires. Il est intéressant de noter qu'une politique du logement qui serait fondée sur la réalisation de grands ensembles impliquant l'industrialisation de la construction serait à la fois la plus économique, la meilleure quant aux superficies et aux équipements, en même temps que celle qui répondrait le mieux aux besoins actuels de la population française. »

En 1961, il construit avec Rivet le Foyer du Fonctionnaire et de la Famille à Thiais, grand ensemble de 500 logements sous le patronage du Ministère de la Construction.

## Style
Marcel Roux est un des acteurs du mouvement moderne en architecture : il revendique une recherche de la simplicité et une certaine neutralité de l'architecture, défendant le recours aux formes géométriques simples. On retrouve dans ses réalisations une rigueur formelle caractéristique ainsi qu'une constante considération pour l'usager.  

## Principales fonctions exercées et réalisations
- À Paris
  - Comité Supérieur de l'Aménagement et de l'Organisation de la Région Parisienne (de 1936 jusqu'à sa mobilisation en septembre 1939)
  - Chef adjoint au Cabinet du Ministre de la Reconstruction (du 15 juin 1949 au 15 février 1951)
  - Chef du Service de l'Habitat Intertropical au Centre Scientifique et Technique du Bâtiment (du 1er novembre 1949 au 31 mars 1952)
  - Architecte Conseil du Ministère de la Reconstruction - région parisienne (à partir du 15 février 1951)
  - Architecte de la Maison Lumineuse au Salon des Arts Ménagers (1956)
  - Architecte de l'appartement référendum du Salon des Arts Ménagers (1959)
- À Alger
  - Chef de Section de l'Habitat du Service d'Urbanisme du Commissariat à l'Éducation et de l'Urbanisme (à partir du 1er septembre 1944)
- En Sarre
  - Au Gouvernement militaire, Urbaniste en Chef, Chef Service d'Urbanisme (à partir du 4 novembre 1945)
  - Chargé de mission au Cabinet de M. le Haut Commissaire (à partir de 1948)[12]

## Décorations
- Médaille des Évadés (1943)
- Chevalier de la Légion d'honneur (novembre 1948)